# اید ادموندسون
اِید ادموندسون (انگلیسی: Ade Edmondson؛ زادهٔ ۲۴ ژانویهٔ ۱۹۵۷) بازیگر، کمدین، فیلم‌نامه‌نویس و کارگردان اهل بریتانیا است.
از فیلم‌ها یا برنامه‌های تلویزیونی که وی در آن نقش داشته‌است، می‌توان به ترفند، پرده دو، بلک‌ادر پیش می‌رود، شهر هالبی، تخت‌گاز، پشیمانی‌های خانم آستین، مسترشف، ایست‌اندرز، مرگ در بهشت، آدمکشان میدسامر، مسافرخانه پارادیزو، خون، جنگ ستارگان: آخرین جدای و همچنین بازی ویدئویی لگو جنگ ستارگان: حماسه اسکای‌واکر اشاره کرد.